# فلويد ويفر
فلويد ويفر (بالإنجليزية: Floyd Weaver)‏ هو لاعب كرة قاعدة أمريكي، ولد في 12 مايو 1941 في Ben Franklin, Texas ‏ في الولايات المتحدة، وتوفي في 17 نوفمبر 2008 في باريس في الولايات المتحدة.

## وصلات خارجية
- فلويد ويفر على موقعبيزبول رفرنس.كوم (الدوري الرئيسي) (الإنجليزية)
- فلويد ويفر على موقع مشجعي الرسوم البيانية (الإنجليزية)